# لیلیان ژگو
لیلیان ژگو (فرانسوی: Lilian Jégou‎؛ زادهٔ ۲۰ ژانویهٔ ۱۹۷۶) دوچرخه‌سوار اهل فرانسه است.